# Pseudocreadium galapagoense
Pseudocreadium galapagoense är en plattmaskart. Pseudocreadium galapagoense ingår i släktet Pseudocreadium och familjen Lepocreadiidae. Inga underarter finns listade i Catalogue of Life.